# Horst Falke (Fußballspieler)
Horst Falke (* 6. November 1938) ist ein ehemaliger deutscher Fußballtorwart. Für die BSG Lokomotive Stendal spielte er 1959 und für den SC Chemie Halle 1961 in der DDR-Oberliga, der höchsten Spielklasse im DDR-Fußball.

## Sportliche Laufbahn
Im Alter von 19 Jahren wurde Horst Falke zur Saison 1958 (Kalenderjahr-Spielrhythmus) als Ersatz für den ausgeschiedenen Stammtorhüter Günter Reh von Lok Stendal in den Kader der 1. Mannschaft aufgenommen. Die BSG Lok spielte nach dem Abstieg aus der Oberliga 1958 in der zweitklassigen DDR-Liga. In dieser Spielzeit sicherte sich Falke mit 17 Einsätzen bei 26 ausgetragenen Punktspielen sogleich einen Stammplatz, den er nach dem Aufstieg der Stendaler in der 1959er Oberligasaison mit der Nominierung bei 23 von 26 Punktspielen festigte. Da Lok Stendal nicht den Klassenerhalt schaffte, musste Falke mit der Lok-Mannschaft 1960 eine weitere Saison in der DDR-Liga verbringen. Dabei verlor er seinen Stammplatz an seinen Konkurrenten Werner Bergner, der ihn mit seinen 19 Punktspieleinsätzen überflügelte (Falke 12). Daraufhin wechselte Falke zum Oberligisten SC Chemie Halle. Die neue Oberligasaison wurde mit 39 Spielen zwischen Januar 1961 und Juni 1962 ausgetragen, da der DDR-Fußball ab 1962 zum Herbst-Frühjahr-Rhythmus zurückkehren wollte. Unter Trainer Otto Werkmeister wurde Falke zunächst als Ersatztorwart eingestuft, erhielt aber seine Chance, als sich die zu Saisonbeginn bevorzugten Torhüter Heinz Weise und Helmut Wilk zur gleichen Zeit verletzten. So konnte Falke alle Oberligaspiele vom 5. bis 13. Spieltag bestreiten. Nach der Sommerpause 1961 verschwand Falke aus dem Hallenser Aufgebot und tauchte nicht mehr im höherklassigen Fußball auf.